# Venă maxilară

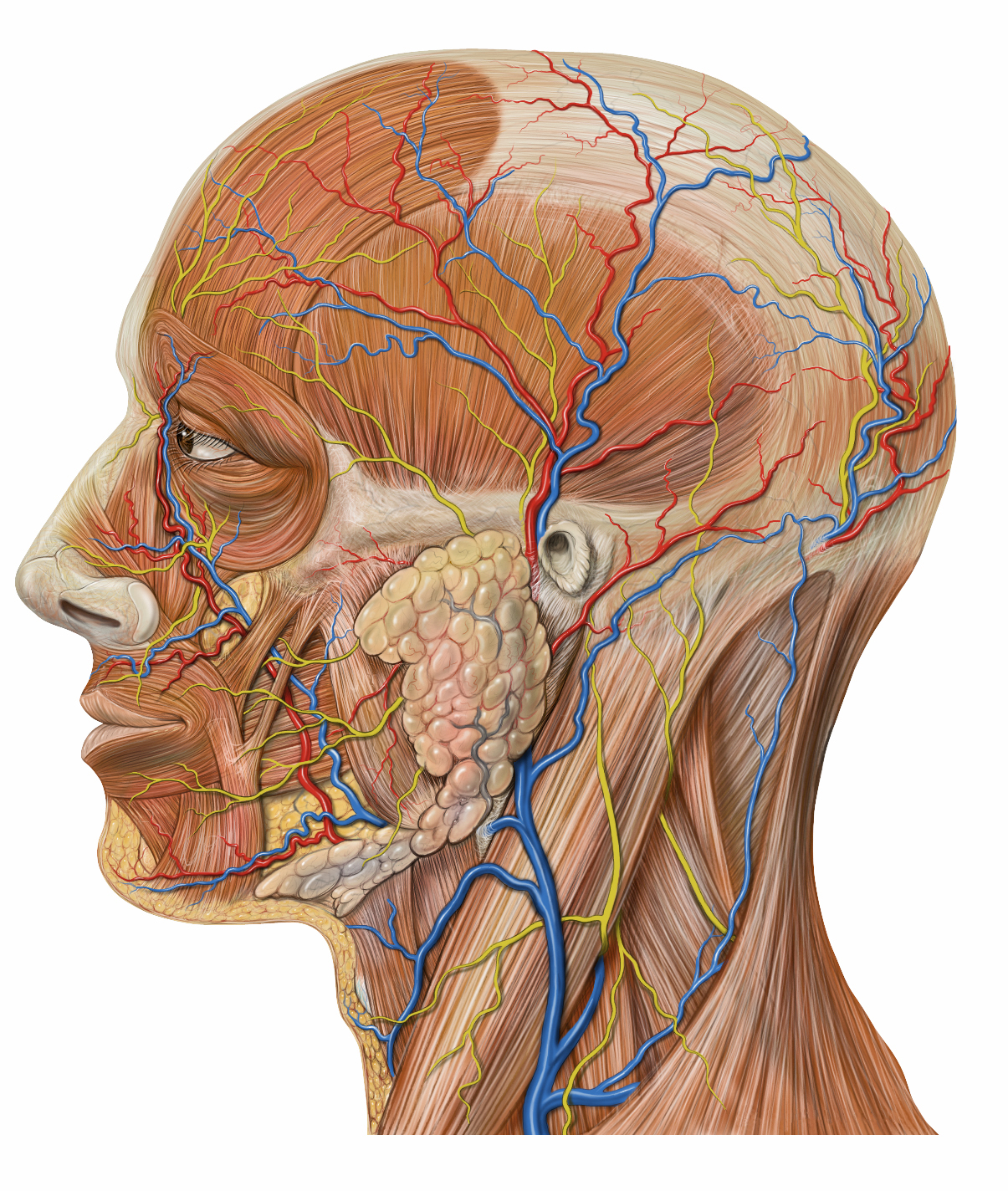
Anatomía detaliată a capului uman (vedere laterală)

Vena maxilară sau vena maxilară internă constă dintr-un trunchi scurt care însoțește prima parte a arterei maxilare interne. 
Este format dintr-o confluență a venelor plexului pterigoid și trece înapoi între ligamentul sfenomandibular și gâtul mandibulei și se unește cu vena temporală superficială pentru a forma vena retromandibulară.

## Imagini suplimentare

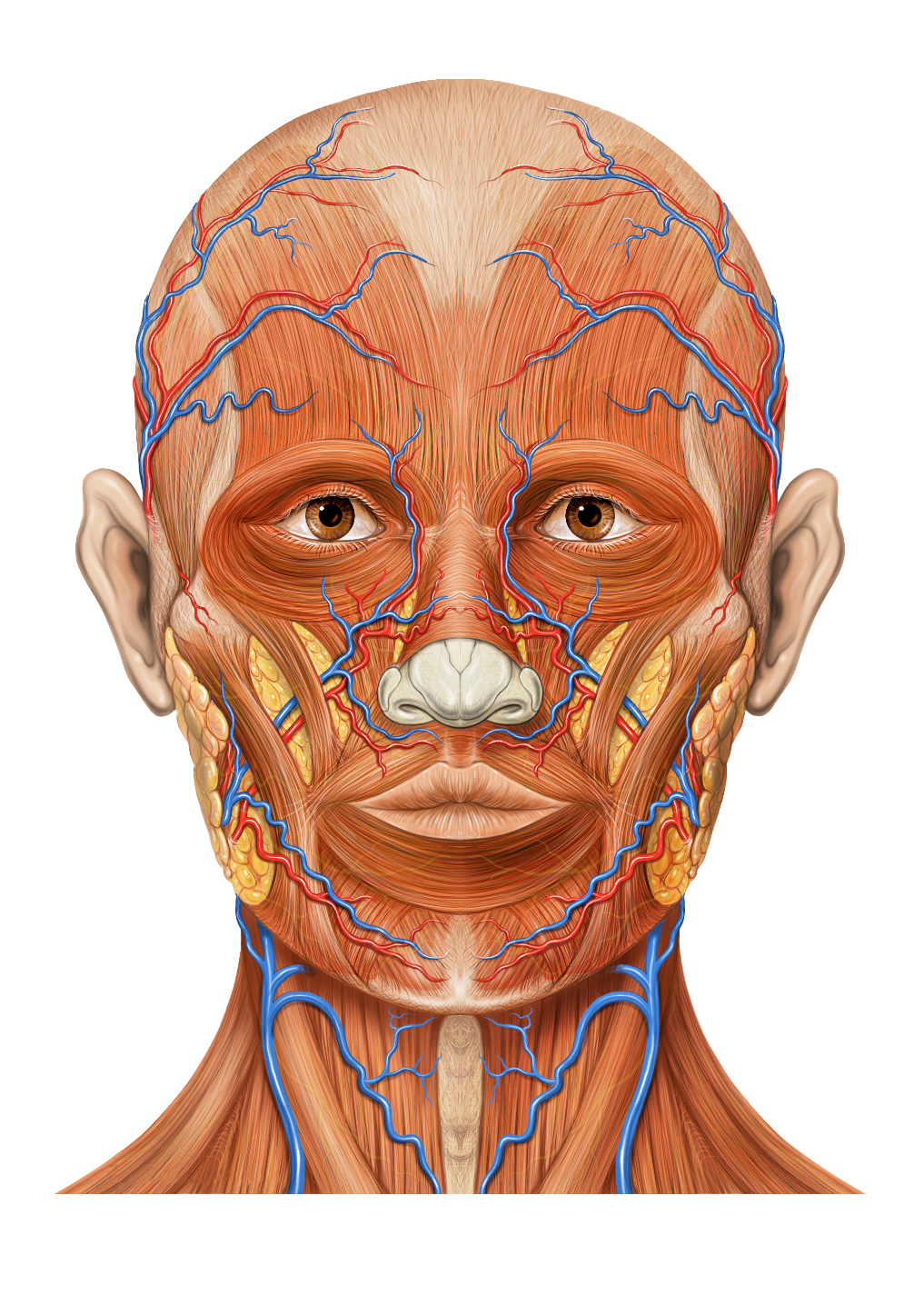
Anatomia capului vedere anterioară